# Kerngeschäft
Kerngeschäft (englisch core business) ist bei Unternehmen mit mehreren Geschäftssparten die Bezeichnung für die hauptsächliche und nachhaltigste Ertragsquelle.

## Allgemeines
Der Betriebszweck eines Unternehmens ist im Handelsregister als „Gegenstand des Unternehmens“ beschrieben. Aus ihm leitet sich die von einem Unternehmen verfolgte (Haupt-)Tätigkeit ab, die man als Kerngeschäft bezeichnet. Eine meist verallgemeinernde Beschreibung des Betriebszwecks ermöglicht jedoch, neben dem zentralen Arbeitsgebiet auch auf anderen (artgleichen oder sogar artfremden) Gebieten tätig zu sein. Im Hinblick auf deren Bedeutung und spätere Diversifikationen wird dann das Hauptgeschäft zur Unterscheidung als Kerngeschäft bezeichnet. Neue Geschäftsmodelle können nur umgesetzt werden, solange das Kerngeschäft noch gesund ist und wächst. Ein funktionierendes Kerngeschäft ist deshalb die Voraussetzung für weitere Diversifikationen. Das Kerngeschäft ist in der Aufbauorganisation meist ein strategisches Geschäftsfeld. Die Geschäftssparten außerhalb des Kerngeschäfts werden Nebengeschäft oder Nebengebiet genannt.

## Umfang und Inhalt
Als Ausgangspunkt gelten die Arbeiten von Gary Hamel und C. K. Prahalad, die zunächst im Jahre 1991 das Kerngeschäft als das immaterielle Verbindungsstück zwischen Kernkompetenz und Endprodukt bezeichneten. 1994 untersuchten Hamel und Prahalad die Kernkompetenzen von Unternehmen näher. Kernkompetenzen sind danach Fähigkeiten und Technologien, die ein Unternehmen von der Konkurrenz unterscheiden (englisch competitor differentiation), zu einer erweiterten Marktfähigkeit (englisch extendability) beitragen und einen zukunftsorientierten Kundennutzen (englisch customer value) stiften. Viele Nebengebiete wie etwa in einem Mischkonzern erforderten höhere Kapazitäten im Personalwesen und bei der Materialwirtschaft, breiteres Know-how, umfassendere Qualifikationen der Mitarbeiter und eine Marktbearbeitung auf möglicherweise sehr heterogenen Marktsegmenten. Dadurch konnte der Überblick verloren gehen, Synergien erschlossen sich hierdurch meist nicht, und erhoffte Economies of scale und Economies of scope ließen sich im erwarteten Umfang oft nicht verwirklichen.
Im Anschluss hieran folgte ein Trend zur „Konzentration auf das Kerngeschäft“ mit einem Strukturwandel durch abnehmende Diversifikationsaktivitäten insbesondere in Großunternehmen. Die Diversifikation kann deshalb als Gegensatz-Strategie zum Kerngeschäft aufgefasst werden. Diese im Rahmen des Shareholder Value verfolgte Unternehmensstrategie der „Konzentration auf das Kerngeschäft“ soll die Hauptaufgaben des Managements auf die Hauptertragsquellen (englisch cashcows) eines Unternehmens lenken. So gelang beispielsweise der Deutz AG durch Konzentration auf das Kerngeschäft (Motorenbau) im Jahre 1997 die Rückkehr in die Gewinnzone, ihre Nebentätigkeiten (vor allem Industrieanlagenbau) machten lediglich noch 20 % des Geschäftsvolumens aus.

## Auswirkungen
Folge von der „Konzentration auf das Kerngeschäft“ sind Ausgliederungen „kernferner“ Aktivitäten (durch Outsourcing, Spin-off, Offshoring), Divestment, Mergers & Acquisitions sowie eine Unternehmensorganisation nach dem Prinzip des Lean Management. Zudem kann im Rahmen der Lean Production auch die Fertigungstiefe – selbst im Kerngeschäft – gesenkt werden. Die durch diese Maßnahmen eintretenden Kostensenkungen verbessern letztlich die nachhaltige Ertragskraft eines Unternehmens. Andererseits kann es sinnvoll sein, das Kerngeschäft auf eine breitere Basis zu stellen oder es zu ergänzen (beispielsweise um den Wartungsservice verkaufter Geräte).